# Eloísa Díaz
Eloísa Diaz Insunza (phát âm tiếng Tây Ban Nha: [elo.ˈisa ˈði.aθ]; ngày 25 tháng sáu 1866 – ngày 1 tháng 11 năm 1950) là nữ sinh viên y khoa đầu tiên theo học tại Đại học Chile, và là người phụ nữ đầu tiên trở thành bác sĩ y khoa ở Chile, cũng như toàn bộ lục địa Nam Mỹ.

## Cuộc đời và sự nghiệp
Diaz sinh ra ở Santiago, Chile. Cha mẹ bà là Eulogio Díaz Varas và Carmela Insunza
. Bà đã hoàn thành các nghiên cứu điều kiện của mình tại trường Dolores Cabrera Martínez, trường Isabel Le Brun de Pinochet và tại Instituto Nacional.
Năm 1880, Díaz ghi danh vào Trường Y khoa của Đại học Chile, ngay sau khi luật được ban hành, cho phép phụ nữ theo học tại trường đại học
. Díaz sau này đã trở thành người phụ nữ đầu tiên ở Nam Mỹ (và ở Chile) tốt nghiệp và lấy bằng Y khoa Bà tốt nghiệp vào ngày 27 tháng 12 năm 1886 và nhận bằng tốt nghiệp vào ngày 3 tháng 1 năm 1887. Luận văn của bà có tên
Breves observaciones sobre la aparición de la pubertad en la mujer chilena y las predisposiciones patológicas del sexo (Quan sát vắn tắt về sự xuất hiện tuổi dậy thì ở phụ nữ Chile và các khuynh hướng bệnh lý của họ về giới tính).
Díaz bắt đầu làm việc tại Bệnh viện San Borja vào tháng 1 năm 1891.
Bà làm việc như một giáo viên và bác sĩ ở Escuela Normal từ 1889 đến 1897. Díaz trở thành giám sát viên y khoa của trường Santiago năm 1898, và được thăng chức lên Giám sát viên y khoa của Chile. Díaz giữ vị trí này trong hơn 30 năm. Là một nhà từ thiện, Díaz đã thành lập một số trường mẫu giáo, phòng khám đa khoa cho người nghèo và các trường học.
Năm 1910, Díaz tham gia Hội nghị khoa học quốc tế về vệ sinh và y học tại Buenos Aires, nơi bà được đặt tên là "Illustrious Woman of America" ("Người phụ nữ danh tiếng của châu Mỹ"). Díaz được bổ nhiệm làm Giám đốc Dịch vụ Y tế trường học Chile vào năm 1911, nơi bà thực hiện bữa sáng trường học và tiêm chủng hàng loạt cho học sinh, cũng như các chiến dịch chống nghiện rượu, còi xương và bệnh lao.
Díaz nghỉ hưu năm 1925. Năm 1950, bà bị bệnh và nhập viện tại bệnh viện San Vicente de Paúl, nơi bà qua đời ở tuổi 84.